# 발레리아 브루니 테데스키
발레리아 브루니 테데스키(이탈리아어: Valeria Bruni Tedeschi, 1964년 11월 16일 ~ )는 이탈리아, 프랑스의 배우, 영화 감독, 극작가이다.

## 작품 목록

### 영화
- 프랑스 호텔 (1987, Hôtel de France)
- 소년과 소녀의 이야기 (1989, Storia di ragazzi e di ragazze)
- Les gens normaux n'ont rien d'exceptionnel (1993)
- 여왕 마고 (1994)
- 두 번째 시간 (1995, La Seconde Fois)
- 나를 잊어요 (1995, Oublie-moi)
- 라이어 (1996, Les Menteurs)
- 네네뜨와 보니 (1996, Nénette et Boni)
- 내 안의 남자 (1996, Mon homme)
- 란제리 (1997)
- 나를 사랑하는 사람들은 기차를 타시오 (1998, Ceux qui m'aiment prendront le train)
- La parola amore esiste (1998)
- 거짓말의 한가운데 (1999)
- 보모 (1999, La balia)
- 난 인생이 두렵지않아 (1999, La vie ne me fait pas peur)
- 엠티 데이 (1999, Rien à faire)
- 따뜻한 인정 (2001, Le Lait de la tendresse humaine)
- 텐 미니츠 - 첼로 (2002)
- 낙타에겐 더 쉬운 일 (2003, Il est plus facile pour un chameau...)
- 필링스 (2003, Les Sentiments)
- 5x2 (2004)
- 타임 투 리브 (2005)
- 퍼펙트 커플 - 마리 역
- 뮌헨 (2005) - 실비 역
- 티켓 (2005, Tickets) - 친절한 홍보담당 역
- 카르티에 V.I.P. (2005, Quartier VIP)
- 어느 멋진 순간 (2006)
- 프레드 아스테어의 친구 (2007, Faut que ça danse !)
- 뷔페 (2007, L'abbuffata)
- 여배우들 (2007, Actrices)
- 할로 저택의 비극 (2008, Le Grand Alibi)
- 리그렛 (2009, Les Regrets)
- 키스 미 어게인 (2010, Baciami ancora)
- 핸즈 업 (2010, Les Mains en l'air)
- 에릭 로메르와 함께 (2010, En compagnie d'Eric Rohmer)
- 시네아스트 (2013, Cinéast(e)s) - 다큐멘터리
- 휴먼 캐피탈 (2013, Il capitale umano)
- 때가 되었다 (2014, Les Jours venu)
- 생로랑 (2014)
- 라틴 러버 (2015, Latin Lover)
- 마카담 스토리 (2015, Asphalte)
- 슬랙 베이:바닷가 마을의 비밀 (2016, Ma Loute)
- 라이크 크레이지 (2016, La pazza gioia)
- 렛 더 선샤인 인 (2017)
- 더 서머 하우스 (2018, Les Estivants) - 주연, 감독, 각본
- 썸머 85 (2020)
- 균열 (2021, La Fracture)
- 아나이스 인 러브 (2021)
- 라인 (2022, La Ligne)

### 연출
- 낙타에겐 더 쉬운 일 (2003, Il est plus facile pour un chameau...)
- 여배우들 (2007, Actrices)
- 아흔 살 소녀 블랑슈 (2016, Une jeune fille de 90 ans) - 다큐멘터리
- 더 서머 하우스 (2018, Les Estivants)

### 텔레비전
- Les années lycée - 꼬마들(Petites) 편 (1998)

## 수상
- 다비드 디 도나텔로 여우주연 4회 (1996,1998,2014,2017)
- 나스트로 디아르젠토 여우주연 (2016)
- 트라이베카 영화제 여우주연 (2003,2014)
- 세자르상 여우신인 (1994)